# Eiksmarka (métro d'Oslo)
Eiksmarka est une station de la Ligne 2 (rouge) du Métro d'Oslo. Elle est située entre Ekraveien et Lijordet, à 8,9 km de Stortinget. La station dessert le nord-ouest de Bærum, y compris Eiksmarka et Fossum. Au nord de la station se trouve l'école d'Eiksmarka.

## Situation sur le réseau

Plan du métro en 2016.

Établie en surface, la station Eiksmarka, est située sur la Ligne 2 (rouge), entre la station Ekraveien, en direction du terminus est Ellingsrudåsen, et la station Lijordet, en direction du terminus ouest Østerås.

## Histoire
La station Eiksmarka est mise en service le 3 décembre 1951, lors de l'ouverture à l'exploitation du prolongement de la ligne Røabanen de Grini à Lijordet.
Après la fermeture de Grini en 1995, c'est la première des trois stations de la ligne Røa à l'intérieur de la municipalité de Bærum.
La station est le lieu d'un meurtre en 2002, lorsqu'une femme Éthiopienne de 22 ans est poignardée par son mari.

## Services aux voyageurs

### Desserte

Installations et desserte
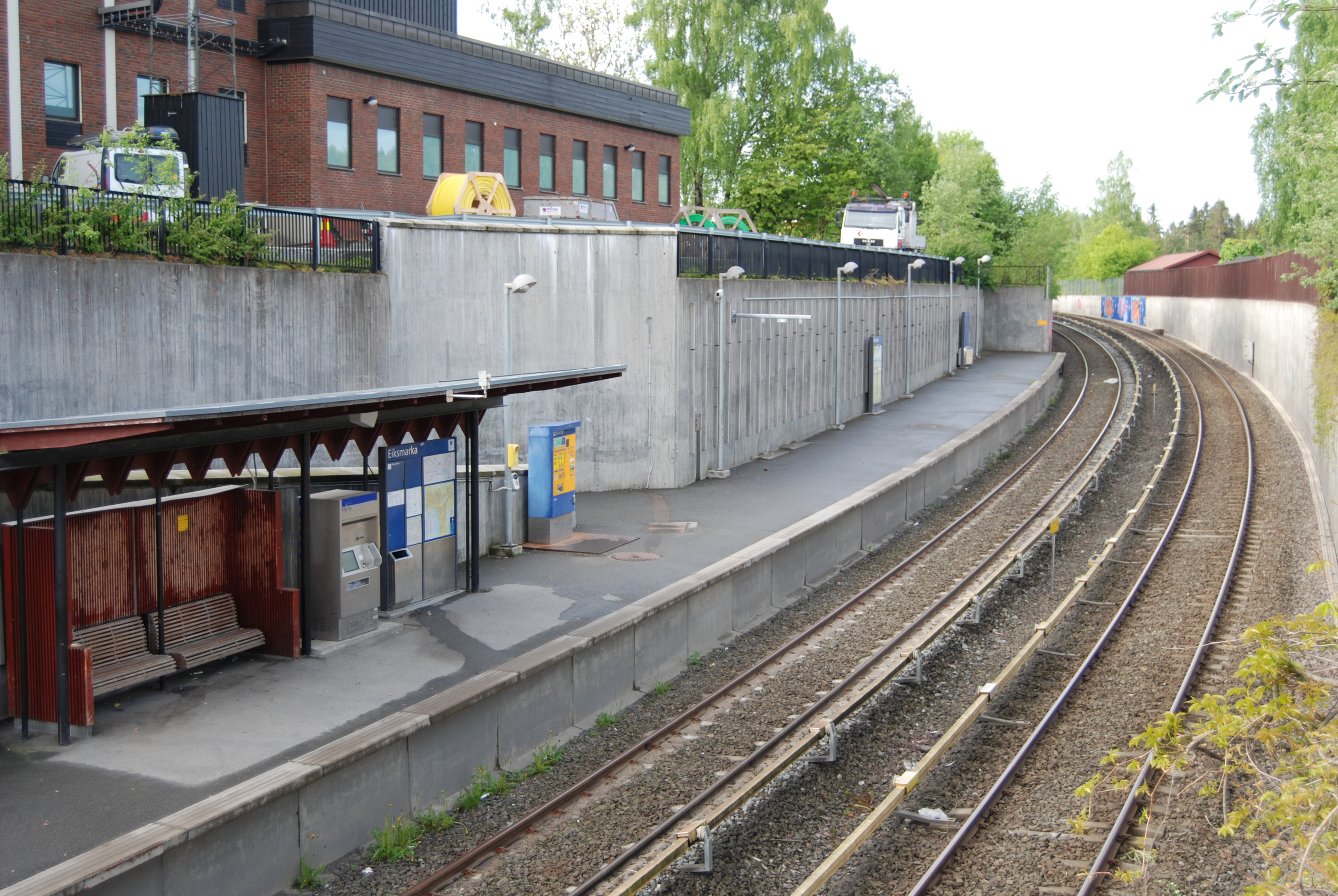
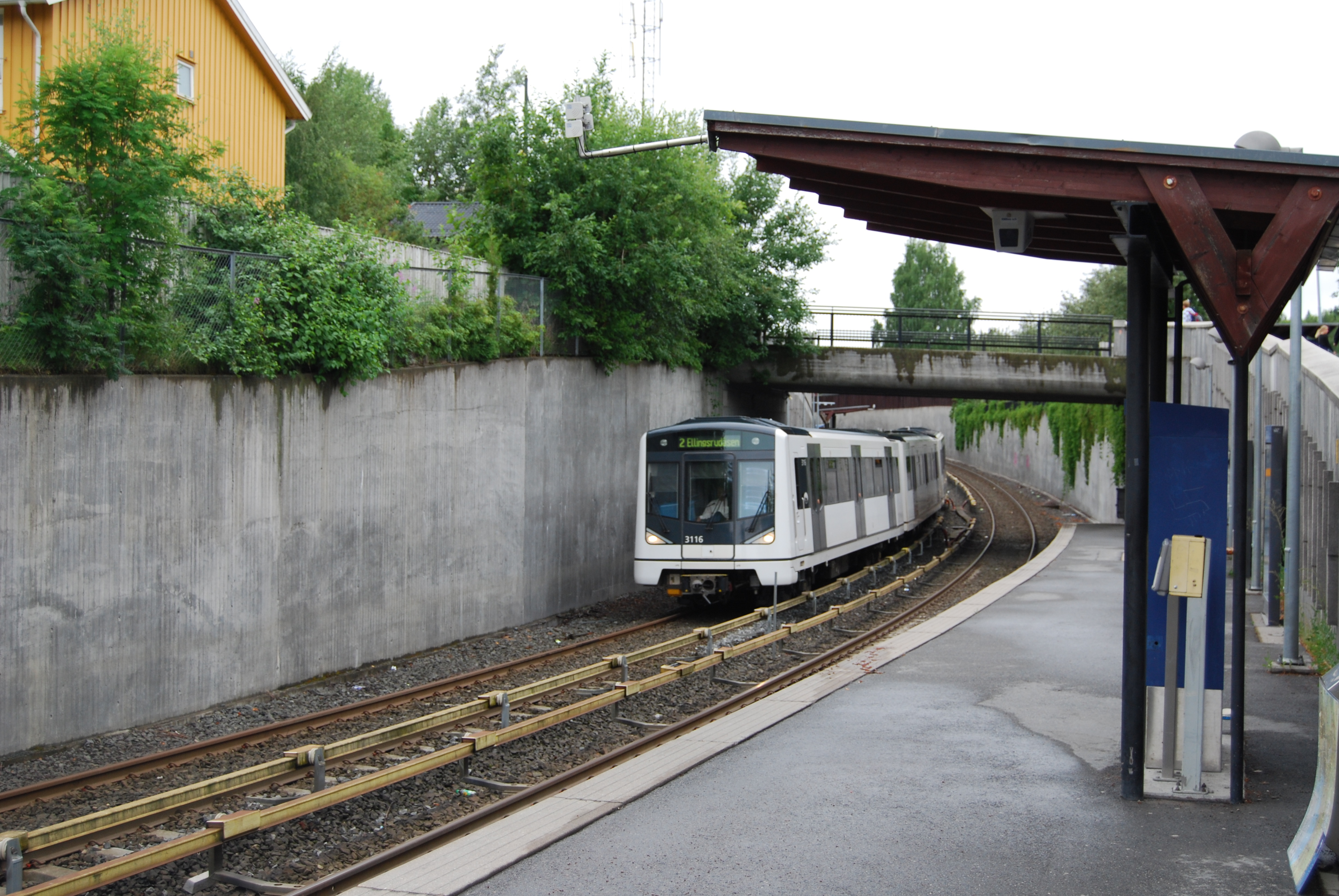
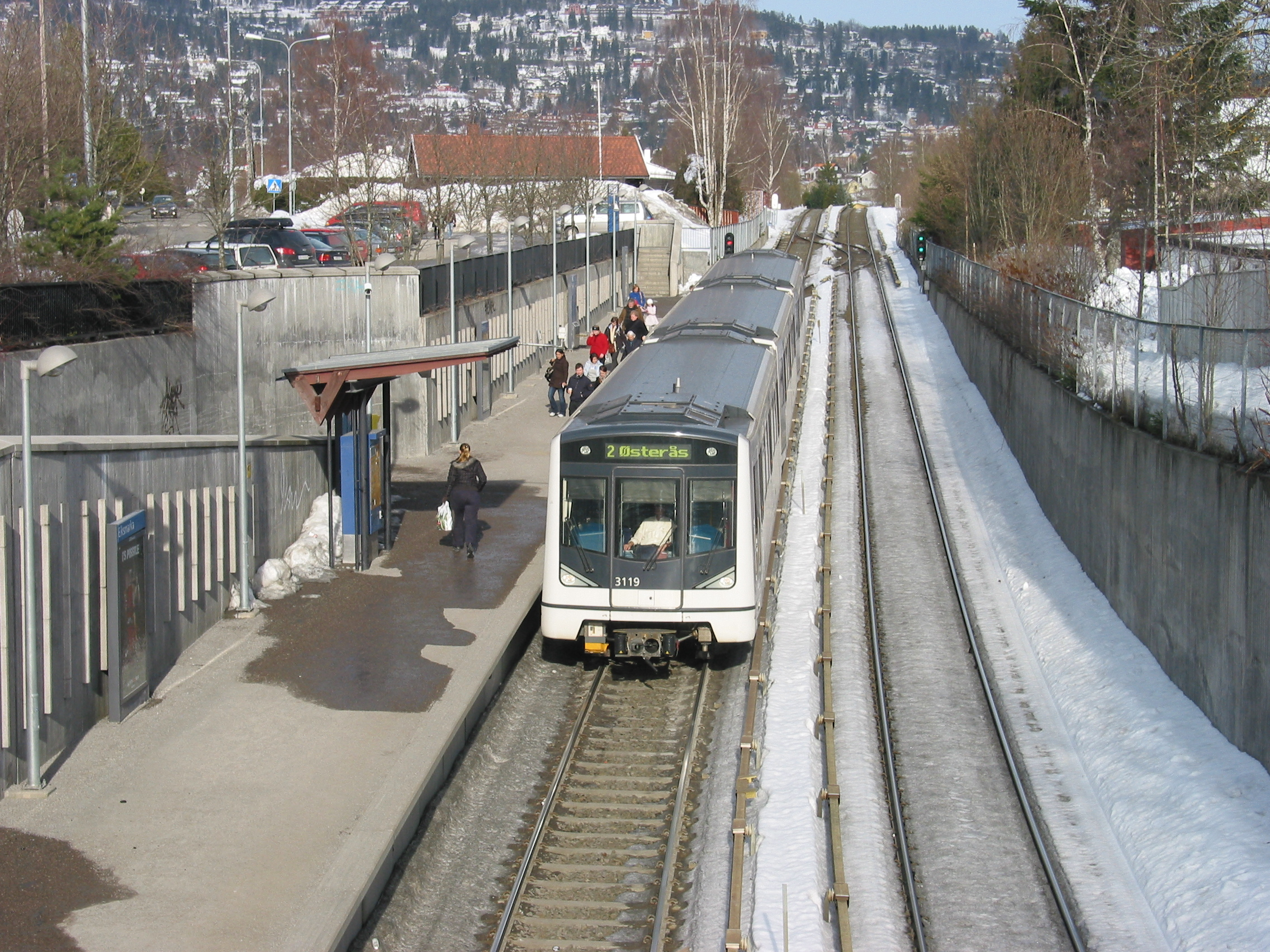